# 坡心镇 (茂名市)
坡心镇，是中华人民共和国广东省茂名市电白区下辖的一个乡镇级行政单位。

## 行政区划
坡心镇下辖以下地区：
潭板社区、中坡村、正村、红十月村、金星村、家家乐村、郁头鹅村、盐仓村、牛六架村、潭莲村、新河村、清河村、七星村、排河村、山寮村、车头仔村、新坡村和上吴村。